# La Castellassa de Can Torres
La Castellassa de Can Torres és un monòlit situat al vessant sud-est de la Mola, al massís de Sant Llorenç del Munt. S'erigeix en solitari separada a gairebé 100 m de distància de la resta del massís i s'alça de manera prominent per sobre la carena de l'Illa i sobre el sot de Matalonga, a la cara nord, i el sot de la Carda, a la cara sud. És al municipi de Matadepera, al Vallès Occidental, al límit del terme municipal tocant al de Castellar del Vallès. La Castellassa té tres cims, de nord-est a sud-oest són: la Torre (835,6 m), la Cabreta (829,9 m) i la Gepa (832,4 m), i té una prominència de 50 metres des de la base i pel costat nord-est. La base té uns 90 metres de llargada i una amplada màxima, al centre, d'uns 30 metres.
És dins del límit del Parc Natural de Sant Llorenç del Munt i l'Obac, creat el 1972, del qual és el monòlit més gran. Des del 2000 també forma part de l'Inventari d'espais d'interès geològic de Catalunya inventariat com espai d'interès geològic en el conjunt de la geozona Sant Llorenç del Munt i l'Obac, la qual forma part del parc natural majoritàriament.

## Geologia

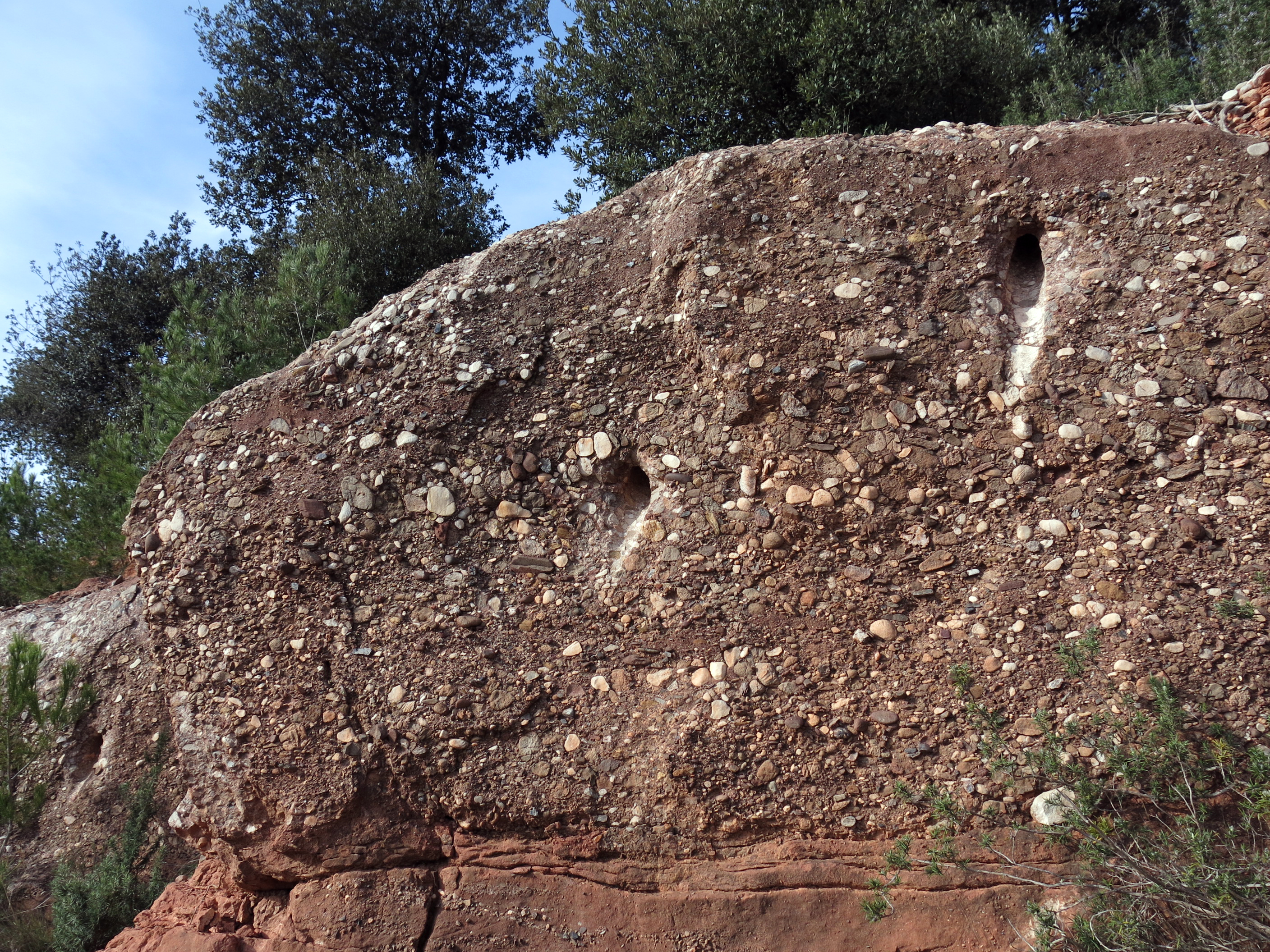
Substrat conglomeràtic de composició carbonatada present a Sant Llorenç del Munt. S'hi percep una gran quantitat de còdols i roques incrustats entre sorres i argiles.

La formació de la Castellassa de Can Torres va intrínsecament lligada a la formació del massís de Sant Llorenç del Munt. L'origen del massís s'inicià a l'Ipresià, el primer estatge geològic de l'Eocè, fa uns 55,8 ± 0,2 milions d'anys, i que acabà fa 48,6 ± 0,2 milions d'anys. Llavors, un riu cabalós desembocava a un delta on avui se situa aquest massís, que era a una línia costanera d'un mar interior desaparegut, abocant-hi sediments com ara còdols, roques, sorres, argiles, etc.
Posteriorment, el moviment tectònic de plaques va fer desaparèixer aquell mar interior, i el delta que havia creat el riu s'aixecà fins a esdevenir la forma primitiva del massís de Sant Llorenç del Munt, el qual s'anà modelant degut als agents atmosfèrics.
El procés de formació de la Castellassa s'inicià quan una cuesta (relleu format per estrats resistents a l'erosió amb capes lleugerament inclinades) originàriament unida al massís començà a patir diàclasis (fractures). Posteriorment, els despreniments, l'aparició de noves diàclasis i l'erosió dels materials van modelar les formes en els extrems de les carenes, provocant l'isolament de l'agulla.
Geològicament, la Castellassa és considerada un monòlit o agulla, una gran formació rocosa separada totalment o parcialment del cingle. Té una estructura diferent de la majoria d'agulles del massís ja que la majoria són compactes i cilíndriques i, en canvi, la Castellassa és estreta i allargada, i és més prima a les parts superiors.

## Vegetació

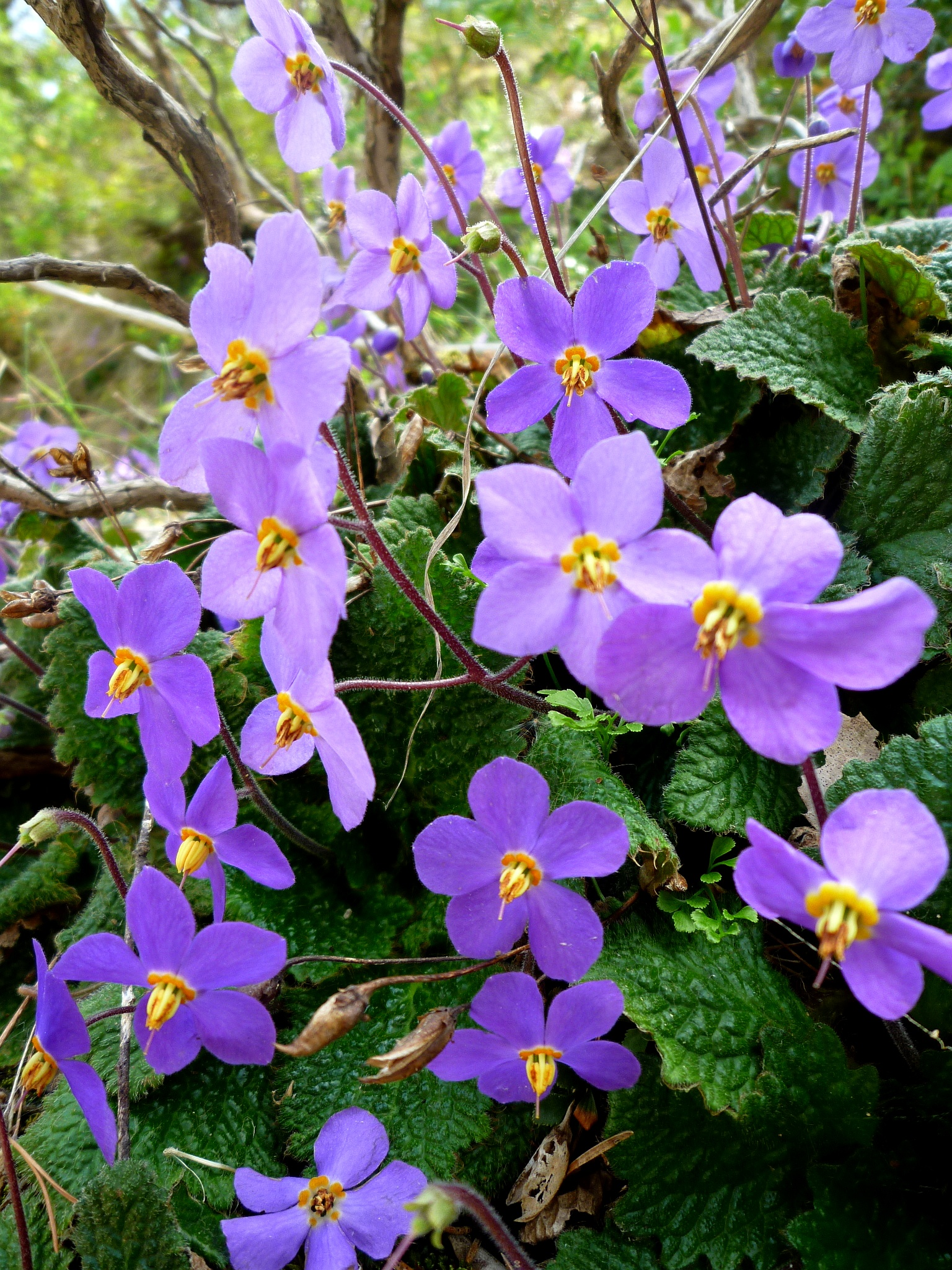
L'orella d'ós és una espècie endèmica de Sant Llorenç del Munt i l'Obac, Montserrat i els Pirineus i és present a la cara nord de la Castellassa de Can Torres.

La vegetació de Sant Llorenç del Munt, igual que la de la Castellassa de Can Torres i del seu entorn proper, és mediterrània amb boscos predominantment secundaris amb presència de pinedes de pi blanc, alzinars esclerofil·les (de fulla petita i endurida), pedregars descoberts i vegetació rupícola (que viu en roques i cingleres). La gran majoria d'arbres que hi ha són de fulla perenne, la qual cosa fa que l'aspecte del paisatge sigui molt similar durant tot l'any.
Les escletxes, fissures i zones menys verticals de la Castellassa acullen diverses de les espècies vegetals presents a Sant Llorenç del Munt, dues de les quals en són endèmiques, la corona de reina (Saxifraga catalaunica) i l'orella d'ós (Ramonda myconi). Ambdues espècies habiten a la cara nord i nord-oest del monòlit, més ombrívol i humit. El següent llistat descriu algunes de les espècies vegetals presents a la Castellassa:
| - Aladern de fulla ampla (Phillyrea latifolia) - Alzina (Quercus ilex) - Arboç (Arbutus unedo) - Figuera (Ficus carica) - Canyafèl·lera (Ferula communis) - Corner (Amelanchier ovalis) - Corona de reina (Saxifraga catalaunica) - Crespinell (Sedum) - Dent de lleó (Taraxacum officinale) - Esbarzer (Rubus ulmifolius) | - Esparreguera boscana (Asparagus acutifolius) - Farigola (Thymus vulgaris) - Liquen (Lichenes) - Lleterassa (Euphorbia dendroides) - Marfull (Viburnum tinus) - Orella d'ós (Ramonda myconi) - Pi blanc (Pinus halepensis) - Polipodi (Polypodium vulgare) - Romaní (Rosmarinus officinalis) - Savina comuna (Juniperus phoenicea) |

## Toponímia

### Primeres referències

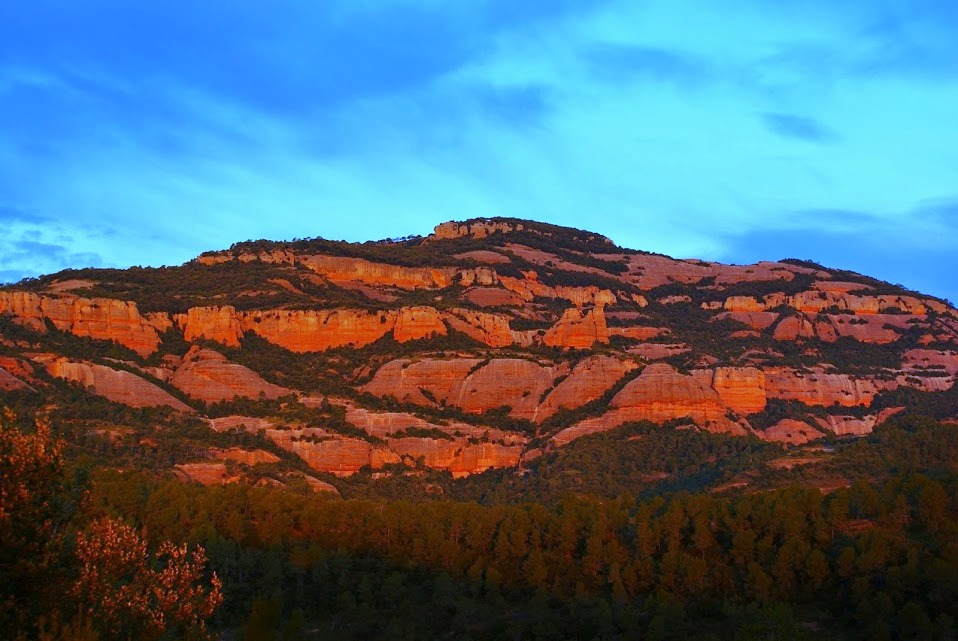
Situació de la Castellassa de Can Torras al vessant est del massís de Sant Llorenç del Munt. Vista des de Sant Feliu del Racó.

El topònim "Castellassa" tal com es coneix actualment apareix per primera vegada en un dibuix del vessant est del massís de Sant Llorenç del Munt que suposadament data de finals del segle xviii. El document, que es conserva a l'Arxiu de la Corona d'Aragó, probablement es refereix a la Castellassa del Dalmau, un altre monòlit homònim situat a 1 km de la Castellassa de Can Torres.
L'origen del topònim, però, és molt més antic i està documentat per primer cop amb la seva forma primigènia com "Castelle Azano" en un pergamí escrit en llatí datat del 26 de març del 960. El pergamí descriu la donació d'una terra per part d'un matrimoni al monestir de Sant Llorenç del Munt. Un extracte del pergamí diu:
| «                                                                                            | (llatí) I[n] nomine Domini. Ergo Cunsemirus et uxori mee Matrona donatores sumus tibi Sancti Laurenti martir Christi. Donamus tibi modiate I [de] uinea et tonna I et cubo I et terra nostra propria, qui nobis aduenit per nostra comparacione et a me Matrona aliquis de parentorum meorum. Et est in comitatum Barchinonense in castrum Kastellare in locum que dicunt Castelle Azano, et ipsa terra in Monte Caluo. | (català) Cunsemir i la seva esposa Madrona donen a Sant Llorenç una mujada de vinya, una tona, un cup i una terra que posseeixen al terme de Castellar, al lloc anomenat Castelle Azano i al Montcau [...] | » |
| — Arxiu de la Corona d'Aragó. Monacals d'Hisenda, Sant Llorenç del Munt (26 de març del 960) | | |   |

### Evolució del topònim

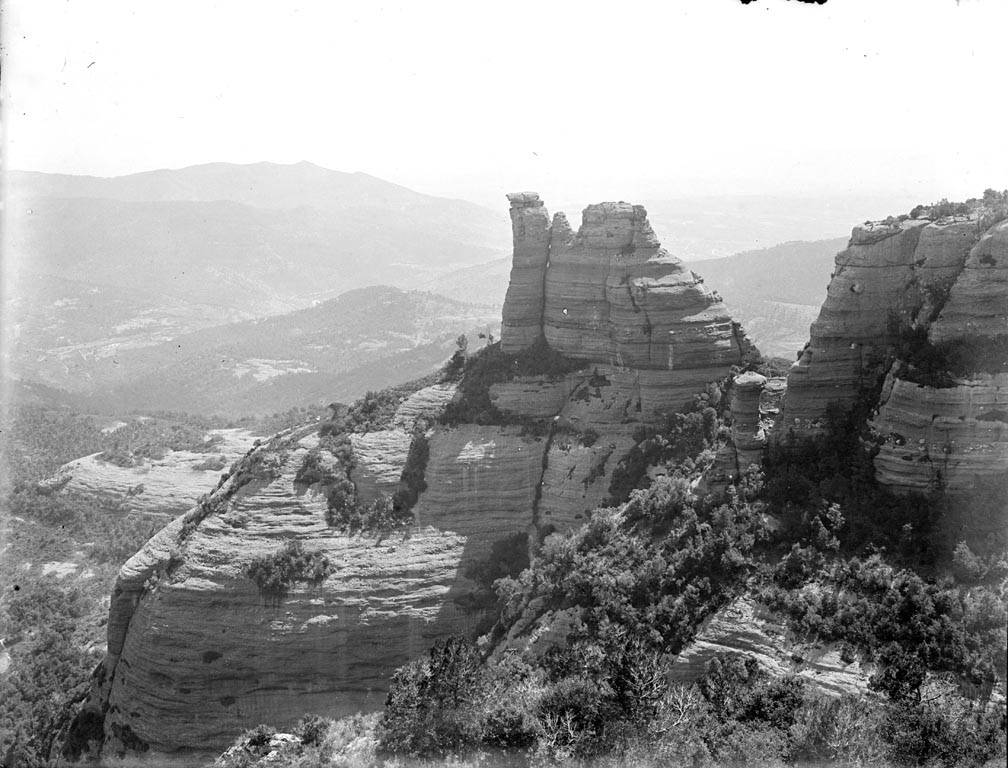
La Castellassa entre el 1920 i el 1930.

En investigacions fetes la dècada del 1990, els historiadors Antoni Ferrando i Roig i Pere Puig i Ustrell arribaren a la conclusió, de manera independent, que el topònim "Castelle Azano" es referia a la Castellassa del Dalmau, ja que en diversos pergamins que es mencionava el "Castelle Azano" sempre era situat termenejant al sud de la vall de Mur, que és el lloc aproximat on es troba l'actual Castellassa del Dalmau.
Documents posteriors a la primera referència de l'any 960 fan palès l'evolució del topònim "Castelle Azano". En un document del 21 de març del 988 apareix "Kastello Azano", el 19 de juliol del 997 "Castel d(e) Ecano", el 2 de maig del 998 "Castello Eizano", el 19 de gener del 1055 "Castellacan" i el 9 d'octubre del 1087 "Kastellacá". Per un canvi fonètic de la /k/ a la /s/ "Kastellacá" va donar "Kastellassá" i més tard la tònica va canviar de la última síl·laba a la penúltima, per acabar transformant-se en la paraula plana actual "Castellassa". Finalment, tot indica que al llarg del temps a la Castellassa de Can Torres se li va donar el mateix nom que a la Castellassa del Dalmau, compartint topònim i diferenciant-se només perquè una fa referència a la masia de Can Torras, a Matadepera, i l'altra a la masia del Dalmau, a Sant Llorenç Savall, que són les propietats a les quals pertanyen respectivament.

### Altres denominacions

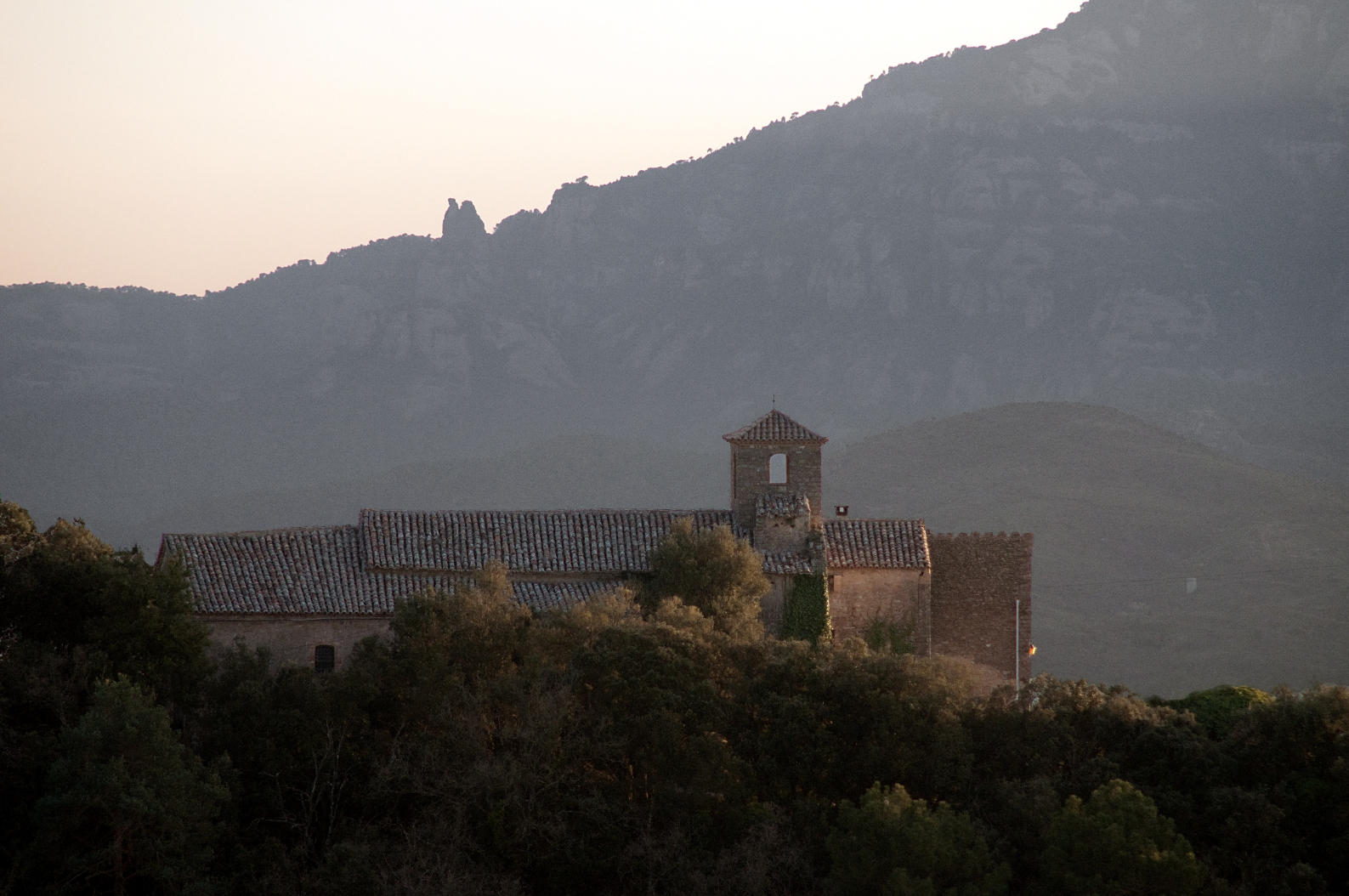
La Castellassa des de Granera. En primer pla, l'església de Sant Martí.

A banda del topònim "Castellassa", també té altres noms. La denominació més estesa és "les Castellasses", en plural, i és una forma emprada a Barcelona, Terrassa i Sabadell. També se l'anomena "el Camell", per la semblança que té amb el camell comú o dromedari. Una altra denominació és "la Roca del Pastor", original del 1645 i citat per primer cop el 1871 per Anton Vergés i Mirassó. Dita així arran de la llegenda del Pastoret de les Arenes, la qual explica que un pastor de les Arenes, a Castellar del Vallès, va enfilar-s'hi i originà el miracle de la Mare de Déu de les Arenes.
Altres noms documentats en referència a la Castellassa de Can Torres són denominacions que es refereixen a la columna del cim principal (la Torre) i la resta de la Castellassa com si fossin dues figures independents, com ara "el Frare i la Monja", "el Gegant i la Geganta" i "els Reis Catòlics". Tots tres topònims fan al·lusió al cim de la Torre, més alt i esvelt, com el frare, el gegant o el rei Ferran d'Aragó, i a la resta del monòlit, més gros i ample, com la monja, la geganta o la reina Isabel de Castella. Un altre nom és "les Monges".
La forma que recull el Nomenclàtor oficial de toponímia major de Catalunya, editat per primera vegada l'any 2003, és "Les Castellasses de Can Torres", en plural i amb el nom "de Can Torres" catalanitzat amb «-es» final.

## Escalada
La primera ascensió a la Castellassa de Can Torres es va realitzar el 9 de setembre del 1923 a càrrec dels terrassencs Josep Abelló Marcet, Hans Weichsel Müller i Martí Rovira, de la Joventut Terrassenca, i és de suposar que escalaren la via Normal. Hi ha constància que el 16 de setembre del mateix any es va tornar a escalar.
El 20 de juny del 2009, 28 membres de la colla castellera dels Minyons de Terrassa van alçar dos pilars de 4, un després de l'altre, al cim de la Torre. El primer el van fer mirant cap al nord i el segon, cap al sud. Totes les persones que hi van participar anaven assegurats amb arnesos i lligats a un entramat de cordes. Els pilars es van realitzar en els actes en motiu del trentè aniversari de l'entitat.

## Galeria d'imatges

Aresta de la cara sud-oest de la Castellassa, des d'on comença la via Normal, la primera via que s'obrí i la més freqüentada.
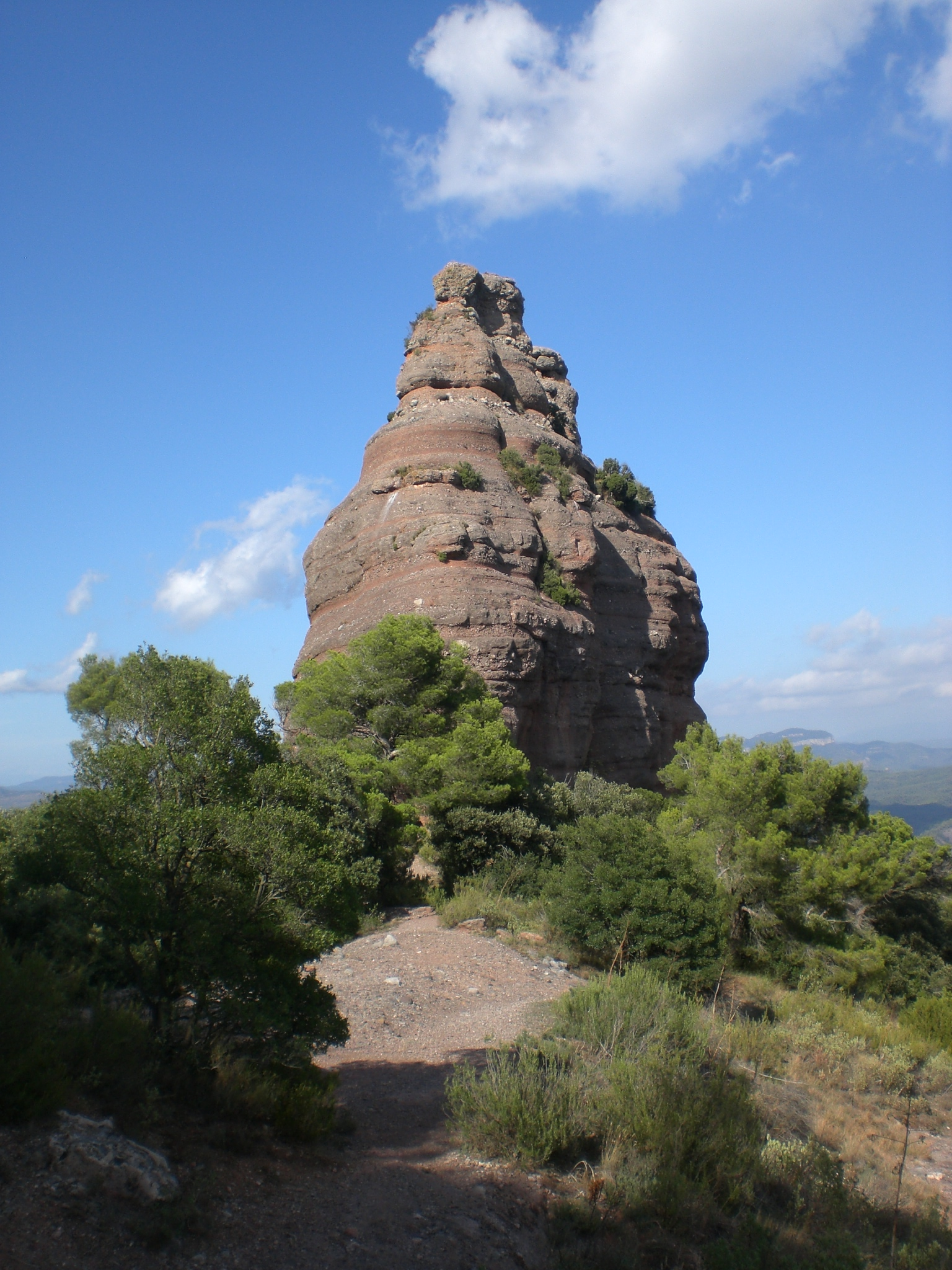
Aresta de la cara sud-oest des de la base
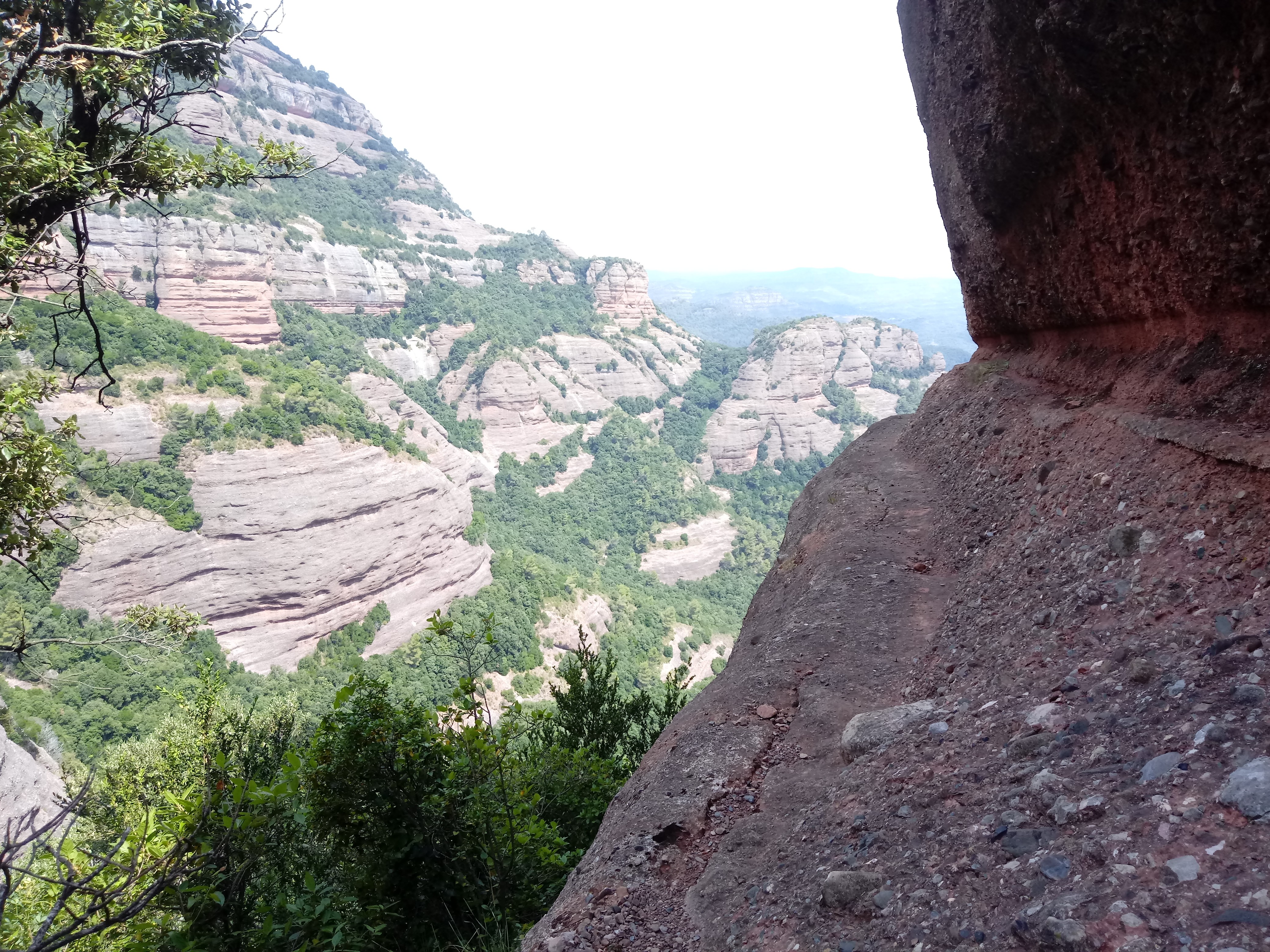
Cornisa de la cara nord-oest. A la dreta, la Castellassa del Dalmau.
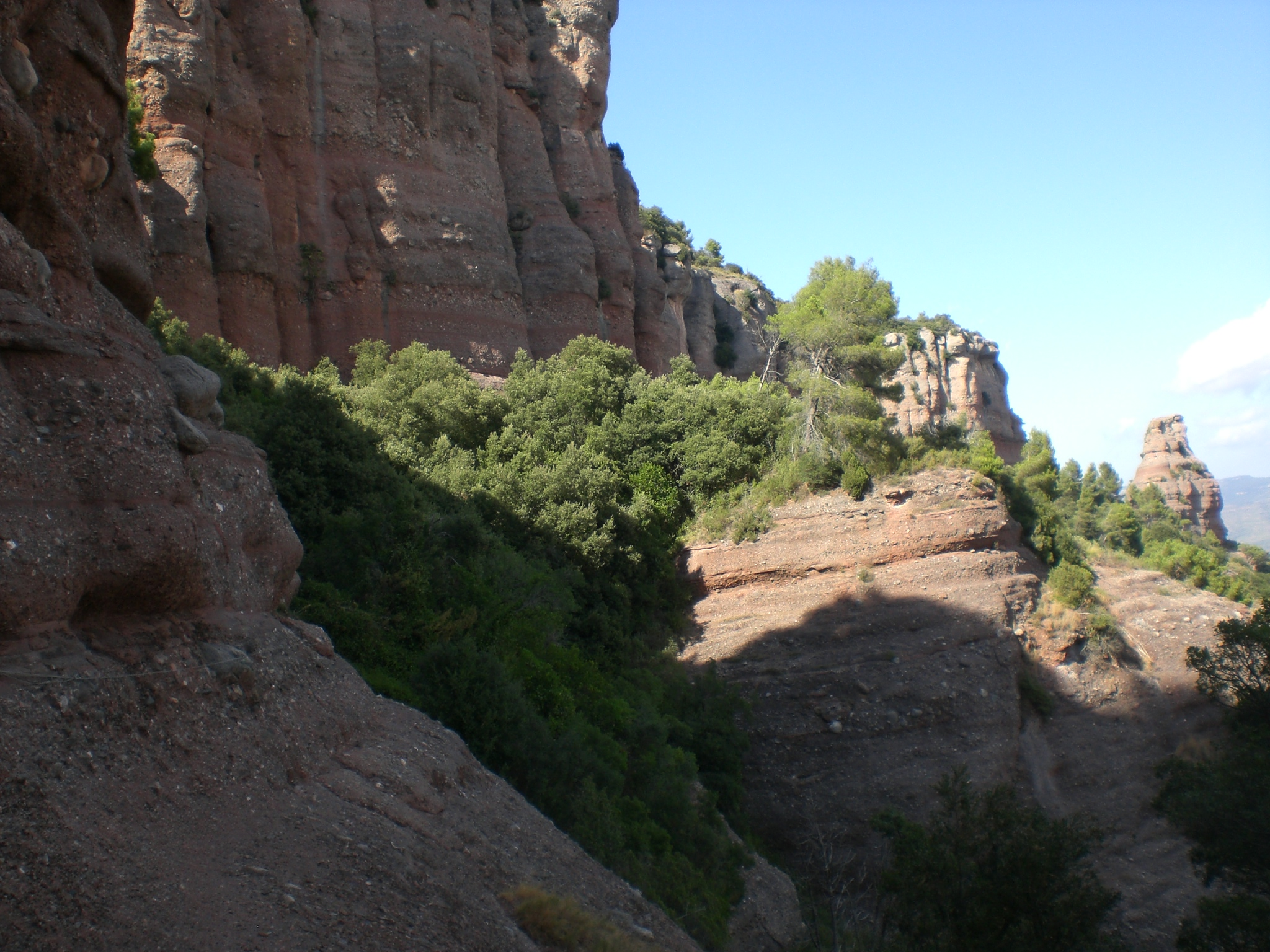
Camí del Mal Pas de la Castellassa
Cara est de la Castellassa des del coll Llarg
Cara nord-oest de la Castellassa i del Bolet des del camí dels Maringes